# Solariorbis punctostriatus
Solariorbis punctostriatus is een slakkensoort uit de familie van de Tornidae. De wetenschappelijke naam van de soort is voor het eerst geldig gepubliceerd in 2011 door Rubio, Rolán & Lee.